# 天神サイト
天神サイトは福岡市天神のファッション・グルメ・イベント・映画・演劇・アートなどの情報を発信する地域情報サイト。

## 概要
2001年12月20日に西日本鉄道が制作。福岡・天神への集客を目的に作られた。

## 沿革
- 2001年 - 天神サイト設立。
- 2008年 - サイト運営が天神エフエムに移管。
- 2008年 - リニューアル。新たにSNS機能を追加。